# Lei de Lenz
Segundo a lei de Lenz, o sentido da corrente induzida é tal que o campo magnético por ela criado é oposto à variação do fluxo magnético que lhe deu origem. Havendo diminuição do fluxo magnético, a corrente criada gerará um campo magnético de mesmo sentido do fluxo magnético da fonte. Havendo aumento, a corrente criada gerará um campo magnético oposto ao sentido do fluxo magnético da fonte.
Tendo como exemplo uma espira circular no mesmo plano da tela do monitor submetida a um fluxo magnético constante (portanto sem corrente induzida) e "entrando" na tela. Dependendo da movimentação dada à espira, ocorrerá aumento ou diminuição do fluxo magnético e, com base nesse movimento, podemos determinar o sentido da corrente criada:
- Afastamento (diminuição do fluxo magnético): sentido horário;
- Aproximação (aumento do fluxo magnético): sentido anti-horário;
- Com a variação do fluxo magnético, mesmo constante, gera uma corrente elétrica, intensa ou não, depende-se do campo que se forma na espira circular.

De acordo com os estudos de Michael Faraday, a variação do fluxo magnético próximo a um condutor cria uma diferença de potencial induzida nesse mesmo condutor, tal a gerar uma corrente - denominada corrente induzida - que cria um fluxo magnético oposto à variação do fluxo inicial. Não havendo variação do fluxo magnético, não há a ocorrência de uma corrente induzida. Esta variação pode acontecer:
- Com um campo magnético constante:
  - afastamento do condutor ou da fonte magnética (diminuição do fluxo);
  - aproximação do condutor ou da fonte magnética (aumento do fluxo);
  - variação da área da espira;
  - giro da espira.
- Com a variação do campo magnético da fonte magnética.

A indução eletromagnética é o princípio fundamental sobre o qual operam transformadores, geradores, motores elétricos e a maioria das demais máquinas elétricas. A corrente elétrica gerada é diretamente proporcional ao fluxo magnético que atravessa o circuito na unidade de tempo.
A lei de Lenz é lei derivada do princípio de conservação da energia. Ao aproximarmos um polo norte de um ímã a uma espira, o fluxo iria aumentar se a corrente que surgisse fosse no sentido horário (aumentando ainda mais o fluxo magnético). Este fato, pois, criaria energia "do nada", violando, assim, o princípio fundamental da conservação da energia.